# Centrale nucléaire de Diablo Canyon
La centrale nucléaire de Diablo Canyon est située à Avila Beach dans le comté de San Luis Obispo en Californie sur un terrain de 3,7 km2 au bord de l'océan Pacifique.

## Description
La centrale possède deux réacteurs à eau pressurisée identiques à 4 boucles construits par Westinghouse :
- Diablo Canyon 1[1] : 1100 MWe, mis en service en 1984, autorisé jusqu'en 2024.
- Diablo Canyon 2[2] : 1100 MWe, mis en service en 1985, autorisé jusqu'en 2025.

Les deux réacteurs peuvent produire ensemble 18 TWh d'électricité par an, ce qui permet de répondre aux besoins de 2,2 millions d'habitants de la Californie.
Le propriétaire est la compagnie Pacific Gas & Electric qui est aussi l'exploitant.
La centrale de Diablo Canyon a été calculée pour tolérer un séisme de magnitude élevée provenant de quatre failles dont celle de San Andreas et celle de Hosgri. Dans ce but, elle est équipée d'importants systèmes de surveillance et de sécurité. La tenue au séisme a été difficile à justifier ce qui a conduit à un gros retard de livraison des réacteurs.

## Prolongation
Alors que les autorités californiennes ont décidé de fermer la centrale en août 2025, des scientifiques du Massachusetts Institute of Technology et de l’Université Stanford ont publié un rapport décrivant les moyens de la moderniser, ce qui permettrait de réduire de 10 % les émissions de CO2 du secteur électrique, de diminuer sa dépendance au gaz naturel, d'améliorer sa fiabilité pour éviter les blackouts, d’économiser jusqu’à 21 milliards de dollars en coûts de réseau électrique si Diablo Canyon était maintenu ouvert jusqu’en 2050 et de préserver 90 000 acres de terres qui devraient autrement être recouvertes de panneaux solaires photovoltaïques pour atteindre les objectifs climatiques de la Californie. Les scientifiques proposent également que Diablo Canyon puisse être utilisé comme site pour une usine de dessalement pour fournir l’eau dont l’État a tant besoin, et une usine pour produire de l’hydrogène à utiliser dans des solutions d’énergie propre, à un coût inférieur de 50 % à celui de l’hydrogène produit à partir d'éolien et de solaire,.
Diablo Canyon est censée s'arrêter en 2024 (réacteur 1) et 2025 (réacteur 2), en vertu d'un accord signé en 2016 par des militants écologistes, des travailleurs et la compagnie d'électricité PG&E. Mais le gouverneur démocrate de Californie envisage en 2022 de prolonger son existence de cinq ans. Fin juin 2022, le parlement californien a approuvé un projet de loi sur l'énergie qui met de côté 75 millions de dollars pour prolonger la vie de centrales électriques. Cette somme pourrait être utilisée pour prolonger la vie de la centrale nucléaire. Le gouverneur Gavin Newsom a envoyé en août au parlement californien un projet de loi qui justifie cette option par l'accélération du réchauffement climatique qui augmente la demande en énergie et dégrade les capacités de sources de production. La centrale de Diablo Canyon fournit 8,6 % de l'électricité consommée en Californie. Selon une étude réalisée par l'Université de Californie à Berkeley, 44 % des électeurs soutiennent désormais la construction de nouvelles centrales nucléaires, tandis que 37 % s'y opposent ; 39 % sont contre la fermeture prochaine de Diablo Canyon et 33 % y sont favorables.
Le 1er septembre 2022, le parlement californien vote une loi prolongeant de cinq ans, jusqu'à 2030, le fonctionnement de la centrale, en partie grâce à un prêt-subvention de 1,4 milliard $.